# Belägringen av Tönning (1700)
Belägringen av Tönning ägde rum år 1700 under det stora nordiska kriget vid Tönnings fästning som tillhörde Holstein-Gottorp, allierade till Sverige. Danska trupper belägrade fästningen den 1 mars, men som avbröts efter undertecknandet av freden i Traventhal.